# Леттопалена
Леттопалена (італ. Lettopalena) — муніципалітет в Італії, у регіоні Абруццо, провінція К'єті.
Леттопалена розташована на відстані близько 140 км на схід від Рима, 80 км на південний схід від Л'Аквіли, 39 км на південь від К'єті.
Населення — 368 осіб (2014).
Щорічний фестиваль відбувається 5 квітня. Покровитель — San Vincenzo Ferrer.

## Демографія
Населення за роками:

Станом на 1 січня 2023 року в муніципалітеті офіційно проживав 1 іноземець (громадянин Румунії).

## Сусідні муніципалітети
- Колледімачине
- Монтенеродомо
- Палена
- Таранта-Пелінья